# International Forest Line Arboretum

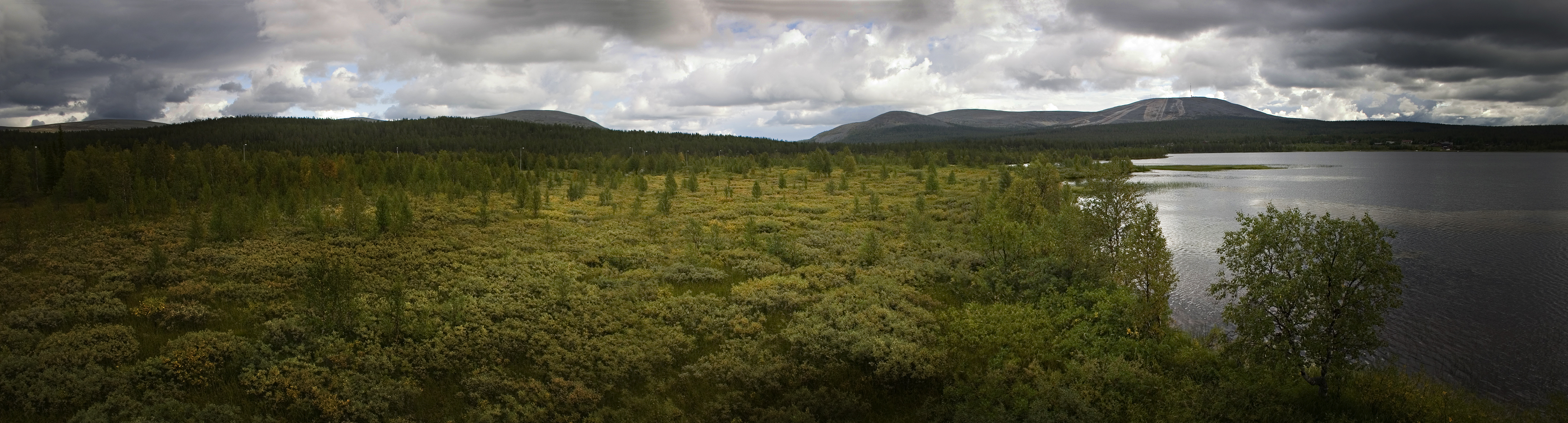
Línea arbolada en Ylläs, Laponia Finlandia.

El International Forest Line Arboretum (en español Arboretum Internacional de la Línea Arbolada), finés : Lapin Tutkimuslaitos Kevo, es un Arboretum en Finlandia, gestionado por la Universidad de Turku, constituyendo parte integrante del "Kevo Subarctic Research Institute" de esta universidad. Su código de identificación internacional es TURIF.

## Localización
El centro de investigación de Kevo se sitúa en el lago Kevojärvi, en la comuna de Utsjoki, el municipio situado más al norte de la Laponia finlandesa, donde se ubica la línea arbolada ("Puuraja") de Finlandia.  
International Forest Line Arboretum, Kevo Subarctic Research Institute, Universidad de Turku, SF-20500 Turku 50, Finlandia.
- Teléfono: 358 21 633 5930
- Latitud: 69°45′ N
- Longitud:27°1′ E
- Altitud: 80 m s. n. m.

## Historia
Fue creado en 1978, su actual director es el Prof. Erkki Haukioja. 
Este es lugar de encuentro de investigadores internacionales del biotopo del área subártica.

## Colecciones
Casi todas las plantas que se cultivan en este jardín son las propias del bosque de abedules y coníferas de la Línea Circumpolar.
Es de destacar la colección de Angélica archangelica que se mantiene con fines de investigación.

## Equipamientos
- Oficinas
- Sala de reuniones
- Laboratorios.